# Levanga Hokkaido
Il Levanga Hokkaido (レバンガ北海道) è una società cestistica avente sede a Sapporo, in Giappone. Fondata nel 2006, gioca in B.League.

## Storia
Il Levanga Hokkaido è una squadra di pallacanestro giapponese fondata a Sapporo nel 2006. In passato ha partecipato alla Japan Basketball League dal 2007 al 2013 e alla National Basketball League dal 2013 al 2016. Nel 2008 arrivò in finale in ABA Club Championship perdendo contro i Guangdong Southern Tigers. Attualmente gioca in B1 League, la massima serie del campionato giapponese di pallacanestro.